# 澳洲無線鰨
澳洲無線鰨為輻鰭魚綱鰈形目鰨亞目舌鰨科的其中一種，為深海魚類，分布於印度西太平洋海域，棲息在底層水域，生活習性不明。

## 扩展阅读
維基物種上的相關：澳洲無線鰨